# Vit skärelav
Vit skärelav (Schismatomma cretaceum) är en lavart som först beskrevs av Hue, och fick sitt nu gällande namn av J. R. Laundon. Vit skärelav ingår i släktet Schismatomma och familjen Roccellaceae. Arten är reproducerande i Sverige. Inga underarter finns listade i Catalogue of Life.